# دوناگاها
دوناگاها (به لاتین: Dunagaha) یک منطقهٔ مسکونی در سری‌لانکا است.